# Greene Point
Der Greene Point ist eine vereiste Landspitze an der Borchgrevink-Küste des ostantarktischen Viktorialands. Sie liegt 11 km nordöstlich des Andrus Point am Ufer der Lady Newnes Bay.
Der United States Geological Survey kartierte sie anhand eigener Vermessungen und Luftaufnahmen der United States Navy aus den Jahren von 1960 bis 1964. Das Advisory Committee on Antarctic Names benannte sie 1969 nach dem britischen Biologen Stanley Wilson Greene (1928–1989), der von 1964 bis 1965 auf der McMurdo-Station tätig war.